# Leycesteria
Leycesteria es un género de plantas con flores perteneciente a la familia Caprifoliaceae, nativo de las regiones templadas de Asia en el Himalaya y sudoeste de China.
Contiene siete especies de arbustos con tallos de vida corta con madera blanda, alcanza  1-2.5 m de altura. Una especie, Leycesteria formosa es una planta ornamental muy popular en Gran Bretaña.

## Taxonomía
El género fue descrito por Nathaniel Wallich y publicado en Flora Indica or Descriptions of Indian plants. Vol 2 2: 181. 1824. La especie tipo es: Leycesteria formosa

## Especies
- Leycesteria crocothyrsos
- Leycesteria formosa
- Leycesteria glaucophylla
- Leycesteria gracilis
- Leycesteria sinensis
- Leycesteria stipulata
- Leycesteria thibetica